# Galbella felix
Galbella felix es una especie de escarabajo del género Galbella, familia Buprestidae. Fue descrita científicamente por Marseul en 1866.